# NES 2
NES-101 ili NES 2 ime je za inačicu igraće konzole Nintendo Entertainment System u kojoj su memorijske karte ubacivale odozgo, umjesto ispred. Ova konzola je izašla na tržište 1993. godine, i u SADu početna prodajna cijena bila je $49.99.